# Меленевський Маркіян Мар'янович
Маркія́н Мар'я́нович Мелене́вський (Мар'ян, Юлій) (15 липня 1878, Федюківка Таращанського повіту, сучасний Лисянський район — 20 січня 1938) (Малиневський, Іванович, літературні псевдоніми Басок, Гилька, Масойлович) — український політичний діяч та публіцист.

## Життєпис
Походить з родини поміщика. Закінчив київську гімназію.
Виключений з Новоалександрівського інституту сільського господарства та лісництва — за участь у студентському русі (Пулави, Польща).
Кінцем 1890-х років засновує у Києві «Групу сільських робітників соціал-демократів Київської губернії». Група встановлює зв'язок з прихильниками І.Стешенка й Лесі Українки.
1899 року заарештований у Києві в часі вуличної демонстрації, був на засланні, емігрував.
В 1900—04 роках — у складі Революційної української партії, працював на Київщині, по тому у Закордонному комітеті РУП у Львові.
В 1904—11 роках — після розколу РУП, стає одним із засновників та керівників соціал-демократичної «Спілки». На початку 1905 року «Спілка» об'єдналася з меншовицькою фракцією Російської соціал-демократичної робітничої партії — із збереженням прав крайової організації. Після розгрому «Спілки» в 1912—13 роках співпрацював у більшовицькій пресі, готує огляди робітничого руху в країнах Західної Європи.
У 1913—14 роках став ініціатором об'єднання Української соціал-демократичної робітничої партії й соціал-демократичної «Спілки».
В часі Першої світової війни — в складі президії Союзу визволення України, був представником СВУ у Стамбулі.
Входив до складу президії Загальної української ради у Відні, бере дієву участь у переговорах з турецьким урядом — щодо надання допомоги у справі створення самостійної Української держави.
З 1919 по 1921 — разом з Ярославом Олесницьким обіймав посаду радника української дипломатичної місії у Великій Британії.

Група співробітників посольства УНР у Лондоні (Велика Британія): зліва направо сидять. 1 — С. Шафаренко, 3 — М. Меленевський, 4 — М. Стаховський, 5 — Я. Олесницький

У середині 1920-х років перейшов на радянофільські позиції. З 1923 працював у лондонському представництві зовнішньоторговельного органу УСРР «Укрзовнішторг», з 1 січня 1924 – секретарем Об'єднаного закордонного представництва українських кооперативних спілок у Лондоні «Коопукр».
1930 року, із закриттям «Коопукру» (після згортання Нової економічної політики в Радянському Союзі), повернувся до УСРР. Був призначений доповідачем з питань сільськогосподарського експорту Української зовнішньоторговельної палати в Харкові.
Восени 1930 був арештований і звинувачений в участі в контрреволюційній організації, однак у травні 1932 року був звільнений за недоведеністю вини.
Жив у Харкові.
1937 року жив у Москві, працював консультантом відділу постачання Головного управління шовкової промисловості СРСР. 27 жовтня 1937 року в Москві був повторно арештований за участь у контрреволюційній терористичній організації, і 20 січня 1938 розстріляний. Реабілітований 1 серпня 1957 року.

## З доробку
Написав багато публіцистичних праць, рецензій, спогадів — про розвиток соціал-демократичного руху в Україні в 1902—13 роках, зокрема:
- «До роботи через єднання»,
- «До історії Української С.-Д. Спілки».